# بدمینتون در المپیک تابستانی ۱۹۹۶
بدمینتون در بازی‌های المپیک تابستانی ۱۹۹۶ نام رویداد ورزش بدمینتون در بازی‌های المپیک تابستانی بود که در سال ۱۹۹۶ برگزار شد.

## نتایج
| رویداد        | طلا                                      | نقره                                      | برنز                                       |
| انفرادی مردان | پل-اریک هویر لارسن · دانمارک             | دونگ جیونگ · چین                          | رشید صدیق · مالزی                          |
| دونفره مردان  | ریکی سوباجا · و رکسی مایناکی · اندونزی   | چاه سون کیت · و یاپ کیم هوک · مالزی       | دنی کانتونو · و آنتونیوس آریانتو · اندونزی |
| انفرادی زنان  | بانگ سو-هیون · کره جنوبی                 | میا آودینا · اندونزی                      | سوسی سوسانتی · اندونزی                     |
| دونفره زنان   | گه فی (بدمینتون‌باز) · و گو جون · چین     | گیل یونگ-آه · و جانگ هی-اوک · کره جنوبی   | چین اییوان · و تانگ یونگشو · چین           |
| دونفره مختلط  | کیم دونگ-مون · و گیل یونگ-آه · کره جنوبی | پارک جو-بونگ · و را کیونگ-مین · کره جنوبی | لیو جیانجون · و سون مان · چین              |

## جدول مدال‌ها
| رتبه | کشورها    | طلا | نقره | برنز | مجموع |
| ۱    | کره جنوبی | ۲   | ۲    | ۰    | ۴     |
| ۲    | چین       | ۱   | ۱    | ۲    | ۴     |
| ۲    | اندونزی   | ۱   | ۱    | ۲    | ۴     |
| ۴    | دانمارک   | ۱   | ۰    | ۰    | ۱     |
| ۵    | مالزی     | ۰   | ۱    | ۱    | ۲     |